# Збігнєв Запасєвич
Збіґнєв Ян Запасєвич (пол. Zbigniew Jan Zapasiewicz), (13 вересня 1934, Варшава — 14 липня 2009, Варшава) — польський актор, режисер та педагог.

## Життєпис
Син Збігнєва Запасєвича, громадського активіста і Марії з дому Кречмар, учительки математики.. Його сім'я була пов'язана з театром, дядьками були актор Ян Кречмар та театральний режисер Єжи Кречмар.
Закінчив ліцей у Варшаві на Жолібожу.
1951—1952 рр. навчався на хімічному факультеті Варшавського технологічного університету. 1956 року закінчив Державний інститут театрального мистецтва у Варшаві. У цьому інституті у 1969—1971 роках був заступником декана акторського факультету; з 1979 р. — доцентом, в 1981—1987 рр. — деканом і заступником декана режисерського факультету, з 1987 року професором.
1956 року дебютував у ролі Евариста Галуа у виставі «Минулої ночі» (за Леопольдом Інфельдом) у театрі «Молода Варшава».
За період своєї акторської кар'єри грав у таких театрах: «Молода Варшава» та «Класичний» (1956—1959), «Сучасний» (1959—1966), «Драматичний» (1966—1983). «Загальний» (1983—1987). У 1987—1990 рр. — генеральний та художній керівник Драматичного театру. Пізніше працював у Польському театрі у Варшаві. В останні роки життя він співпрацював з театром «Загальний» у Варшаві.
Протягом багатьох років він був постійно співпрацював з Краківським «Сцена STU».
Його перший дебют на екрані відбувся в 1963 році.
Як актор, він також співпрацював з Театром Польського радіо.
Дворазовий лауреат премії Тадеуша Бой-Желенського за видатні акторські вистави (1973) та за акторську гру у «Космосі» Вітольда Ґомбровича в режисурі Єжи Яроцького в Національному театрі та «Запасєвич грає Беккета» в театрі «Загальний» під керівництвом Антонія Лібера (2006).
У листопаді 1984 року Служба безпеки ПНР розпочала розпрацювання Збігнєва Запасєвича під криптонімом "Zapas".  Причиною зацікавлення його особою стали його негативний стосунок до офіційної пропаганди, громадянські ініціативи, контакти з чеськими дисидентами та полонійними осередками. Про його діяльність Службу безпеки інформували тайні інформатори, які оточували його навіть під час закордонних виїздів. 5 грудня 1988 року його справа була закрита Службою безпеки і відправлена в архів.

## Приватне життя
Запасєвіч одружувався чотири рази, в тому з акторками: Кристиною Мацієвською, Івоною Слочинською, Ольгою Савицькою.
 
Збігнєв Запасєвич помер від раку печінки. Згідно з його останнім заповітом, урна з його прахом була похована 22 липня 2009 року на Алеї Заслужених на Військовому кладовищі в Повонзках у Варшаві.

## Відзнаки і нагороди
- Великий хрест Ордена Відродження Польщі (посмертно)[9]
- Командор із зіркою Ордена Відродження Польщі (30 квітня 2001)[10]
- Кавалер Ордена Відродження Польщі (1979)
- Золотий хрест Заслуги (1974)[11]
- Золота Медаль Заслуги в обороні держави (2002)
- Золота медаль «За заслуги в культурі Gloria Artis» (22 lipca 2009, під час похорон)[12]
- Заслужений діяч культури Польщі

## Фільмографія
- 1963 Wiano
- 1964 Spotkanie ze szpiegiem
- 1965 Sposób bycia
- 1966 Ktokolwiek wie...
- 1966 Bariera
- 1967—1968 Ставка більша за життя
- 1970 Szansa
- 1971 Za ścianą
- 1971 Проблемний гість
- 1972 Ocalenie
- 1972 Wyspy szczęśliwe
- 1973 Nocleg
- 1973 Drzwi w murze
- 1974 Земля обітована
- 1974 Urodziny Matyldy
- 1975 Skazany
- 1975 Mazepa
- 1975 Dzieje grzechu
- 1976 Ostatnie takie trio
- 1976 Tylko Beatrycze
- 1976 Con amore
- 1976 Захисні кольори
- 1977 Lalka
- 1977 Pasja
- 1977 Akcja pod Arsenałem
- 1977 Polskie drogi
- 1978 Szpital przemienienia
- 1978 Koty to dranie
- 1978 Без наркозу / Bez znieczulenia
- 1979 Doktor Murek
- 1979 Drogi pośród nocy
- 1979 Panny z Wilka
- 1979 Kung-fu
- 1980 W biały dzień
- 1980 Kontrakt
- 1980 Gorączka
- 1981 Випадок
- 1981 Dziecinne pytania
- 1981 Z dalekiego kraju
- 1982 Matka Królów
- 1982 Imperatyw
- 1982 Choinka strachu
- 1984 Рік спокійного сонця
- 1984 Idol
- 1984 Baryton
- 1985 C.K. Dezerterzy
- 1985 ... jestem przeciw
- 1986 Maskarada
- 1987 Короткий фільм про вбивство
- 1989 Майстер і Маргарита (телесеріал)
- 1989 Po upadku. Sceny z życia nomenklatury
- 1990 Le Retour
- 1992 Psy
- 1992 Skąpiec
- 1992 Listopad
- 1992 Enak
- 1993 Obcy musi fruwać
- 1997 Piękna twarz
- 1997 Ambasador
- 1997 Układanie życia
- 1998 Urok wszeteczny (Opowieści weekendowe)
- 1998 O wielkim wstydzie
- 1998 Garby
- 1998 Wojna z rzeczami
- 1998 O sławnym człowieku
- 1998 Czerwona łata jako narrator
- 1998 Вогнем і мечем
- 1998 Демони війни
- 1999 Egzekutor
- 2000 Człowiek, jakich wielu (L'homme des foules)
- 2000 Життя як смертельна хвороба, що передається статевим шляхом
- 2001 Suplement
- 2001 Marszałek Piłsudski
- 2002 Sesja kastingowa
- 2003 Defekt
- 2005 Persona non grata
- 2007 Nadzieja
- 2009 Rewizyta